# Taraxacum pulverulentum
Taraxacum pulverulentum — вид квіткових рослин з родини айстрових (Asteraceae). Вид зростає в Європі: Чехія, Данія, Фінляндія, Німеччина, Польща; це багаторічна рослина помірних біомів.